# Сан Франческо (Терни)
Сан Франческо је насеље у Италији у округу Терни, региону Умбрија.
Према процени из 2011. у насељу је живело 30 становника. Насеље се налази на надморској висини од 348 м.